# Rampur Maniharan
Rampur Maniharan is een nagar panchayat (plaats) in het district Saharanpur van de Indiase staat Uttar Pradesh. 

## Demografie
Volgens de Indiase volkstelling van 2001 wonen er 24.811 mensen in Rampur Maniharan, waarvan 53% mannelijk en 47% vrouwelijk is. De plaats heeft een alfabetiseringsgraad van 56%. 